# Heraclia subfascia
Heraclia subfascia är en fjärilsart som beskrevs av Gustaaf Hulstaert 1923. Heraclia subfascia ingår i släktet Heraclia och familjen nattflyn. Inga underarter finns listade i Catalogue of Life.